# Tandine
Ne doit pas être confondu avec Tendine.
Tandine est un village du Sénégal situé en Basse-Casamance. Il fait partie de la communauté rurale de Djinaky, dans l'arrondissement de Kataba 1, le département de Bignona et la région de Ziguinchor.
Lors du dernier recensement (2002), le village comptait 455 habitants et 63 ménages.